# Dios Inc.
Dios Inc.  es una producción original de HBO, producida por Itaca Films, escrita por Sergio Sánchez, grabada en México y transmitida en 12 episodios.
Dios Inc. narra la historia de Salvador Pereyra, un hombre que descubrió hace 10 años un peligroso e importante secreto: la tumba de Marduk, el creador del concepto de Dios. Claramente ese descubrimiento está destinado a sacudir bases sociales, políticas, económicas y religiosas en todo el mundo, hecho que sitúa a Pereyra como el hombre no más querido de todos.

## Elenco
- Rafael Sánchez Navarro - Salvador Pereyra
- Luis Arrieta - Dante Lizaldi
- Isabel Burr - Areta Pereyra
- Dagoberto Gama - Erick
- Carlos Torres Torrija - Ashkar Hyrum / Alfonso Heredia
- Lourdes Reyes - Miriam
- Alfredo Herrera - René Pérez 'Jabalobo'
- Rocío Verdejo - Isabel Galván
- Mario Escalante - El Carotas
- Fernando Luján - Leonardo Gatica
- Manuel Balbi - David Cohen
- Arnulfo Reyes Sánchez - El Greñas
- Paloma Woolrich - Sor Cleofas